# سینامون (گروه سوئدی)
سینامون (به انگلیسی: Cinnamon) گروهٔ موسیقی ایندی پاپ سوئدی بود که از سال ۱۹۹۴ تا ۲۰۰۰ درحال فعالیت می‌بود و اغلب با کاردیگنز و سنت اتی‌ین مقایسه می‌شود.